# 華玄禔
華玄禔（1570年—1612年），字尔遐，號本素，常州府无锡县人。明朝政治人物。

## 生平
少受学于顾宪成，萬曆三十一年癸卯科应天乡试举人，三十二年（1604年）甲辰科進士，授新郑县知县，调商丘，给牛置屯，募荒民，设助垦之法，稽其积散而赏罚之。商俗好为掾史以避役，玄禔第垦田多者乃用之，治最伊洛间，三十八年擢广东道御史，丁母忧归，旋卒于家。